# Полянки (Саранський міський округ)
Поля́нки (рос. Полянки) — присілок у складі Саранського міського округу Мордовії, Росія.

## Населення
Населення — 457 осіб (2010; 493 у 2002).
Національний склад (станом на 2002 рік):
- росіяни — 93 %